# Collegio elettorale di Lavis (Camera dei deputati)
Il collegio di Lavis fu un collegio elettorale uninominale della Repubblica Italiana per l'elezione della Camera dei deputati. Apparteneva alla circoscrizione Trentino-Alto Adige e fu utilizzato per eleggere un deputato nella XII, XIII e XIV legislatura.
Venne istituito nel 1993 con la cosiddetta Legge Mattarella (Legge n. 277, Nuove norme per l'elezione della Camera dei deputati), attuata in seguito al referendum abrogativo del 1993. La legge istituì per la Camera dei deputati e per il Senato della Repubblica un sistema di elezione misto, in parte maggioritario e in parte proporzionale. Il 75% dei parlamentari dell'assemblea veniva eletto in collegi uninominali tramite sistema maggioritario a turno unico; il restante 25% alla Camera veniva eletto tramite sistema proporzionale con liste bloccate.
Il collegio venne abolito insieme a tutti gli altri che costituivano la Camera con la promulgazione della legge elettorale successiva, la cosiddetta Legge Calderoli. Questa prevedeva un sistema proporzionale con premio di maggioranza, che alla Camera veniva attribuito a livello nazionale.
Con la legge elettorale del 2015 il collegio rientrò in vigore con la nuova denominazione di collegio uninominale Trentino-Alto Adige/Südtirol - 07. La legge elettorale non venne però mai utilizzata in alcuna consultazione venendo sostituita dalla legge Rosato nel 2017.

## Territorio
Il collegio di Lavis era uno degli 8 collegi uninominali in cui era suddiviso il Trentino-Alto Adige e, come previsto dal D.Lgs. del 20 dicembre 1993 n. 536, era interamente compreso nella provincia autonoma di Trento e comprendeva i seguenti comuni: Amblar, Andalo, Bersone, Bleggio Inferiore, Bleggio Superiore, Bocenago, Bolbeno, Bondo, Bondone, Breguzzo, Bresimo, Brez, Brione, Caderzone, Caldes, Campodenno, Carisolo, Castel Condino, Cavareno, Cavedago, Cavizzana, Cimego, Cis, Cles, Cloz, Commezzadura, Condino, Coredo, Croviana, Cunevo, Dambel, Daone, Darè, Denno, Dimaro, Don, Dorsino, Faedo, Fai della Paganella, Fiavé, Flavon, Fondo, Giustino, Lardaro, Lavis, Livo, Lomaso, Malé, Malosco, Massimeno, Mezzana, Mezzocorona, Mezzolombardo, Molveno, Monclassico, Montagne, Nanno, Nave San Rocco, Ossana, Peio, Pellizzano, Pelugo, Pieve di Bono, Pinzolo, Praso, Preore, Prezzo, Rabbi, Ragoli, Revò, Romallo, Romeno, Roncone, Ronzone, Roveré della Luna, Ruffré, Rumo, San Lorenzo in Banale, San Michele all'Adige, Sanzeno, Sarnonico, Sfruz, Smarano, Spiazzo, Spormaggiore, Sporminore, Stenico, Storo, Strembo, Taio, Tassullo, Terres, Terzolas, Tione di Trento, Ton, Tres, Tuenno, Vermiglio, Vervò, Vigo Rendena, Villa Rendena, Zambana e Zuclo.

## Eletti
| Elezione | Elezione           | Deputato       | Partito                 |
| -------- | ------------------ | -------------- | ----------------------- |
|          | 1994               | Paolo Odorizzi | Polo delle Libertà (FI) |
|          | 1996               | Luigi Olivieri | L'Ulivo (PDS)           |
| 2001     | L'Ulivo - SVP (DS) | Luigi Olivieri |                         |

## Dati elettorali

### XII legislatura

#### Risultati proporzionale
| Coalizioni        | Coalizioni                        | Liste                             | Liste                              | Voti   | %     |
| ----------------- | --------------------------------- | --------------------------------- | ---------------------------------- | ------ | ----- |
|                   | Polo delle Libertà                |                                   | Forza Italia                       | 16.632 | 21,85 |
|                   | Polo delle Libertà                | Lega Nord                         | 9.561                              | 12,56  |       |
| Totale Coalizione | Totale Coalizione                 | 26.193                            | 34,41                              |        |       |
|                   | Patto per l'Italia                |                                   | Partito Popolare Italiano          | 16.289 | 21,40 |
|                   | Progressisti                      |                                   | Partito Democratico della Sinistra | 5.273  | 6,93  |
|                   | Progressisti                      | La Rete - Movimento Democratico   | 3.167                              | 4,16   |       |
|                   | Progressisti                      | Federazione dei Verdi             | 2.357                              | 3,10   |       |
|                   | Progressisti                      | Rifondazione Comunista            | 2.003                              | 2,63   |       |
|                   | Progressisti                      | Partito Socialista Italiano       | 728                                | 0,96   |       |
| Totale coalizione | Totale coalizione                 | 13.528                            | 17,78                              |        |       |
|                   | Südtiroler Volkspartei            | Südtiroler Volkspartei            | Südtiroler Volkspartei             | 14.687 | 19,30 |
|                   | Alleanza Nazionale                | Alleanza Nazionale                | Alleanza Nazionale                 | 4.787  | 6,29  |
|                   | Partito della Legge Naturale      | Partito della Legge Naturale      | Partito della Legge Naturale       | 320    | 0,42  |
|                   | Autonomia Democratica Altoatesina | Autonomia Democratica Altoatesina | Autonomia Democratica Altoatesina  | 304    | 0,40  |
| Totale            | Totale                            | Totale                            | Totale                             | 76.108 |       |

#### Risultati uninominale
|                               | Paolo Odorizzi ✔️ Eletto | Polo delle Libertà (FI - LN)          | 24 018 | 31,34 |  |  |  |  |  |
|                               | Guido Ghirardini         | Patto per l'Italia                    | 17 836 | 23,27 |  |  |  |  |  |
|                               | Giuliano Beltrami        | Progressisti                          | 15 123 | 19,73 |  |  |  |  |  |
|                               | Piercesare Moreni        | Partito Autonomista Trentino Tirolese | 14 969 | 19,53 |  |  |  |  |  |
|                               | Pietro Mencucci          | Alleanza Nazionale                    | 4 690  | 6,12  |  |  |  |  |  |
| Totale                        | Totale                   | Totale                                | 76 636 | 100   |  |  |  |  |  |
|                               |                          |                                       |        |       |  |  |  |  |  |
| Fonte: Ministero dell'interno |                          |                                       |        |       |  |  |  |  |  |

### XIII legislatura

#### Risultati proporzionale
| Coalizioni        | Coalizioni                   | Liste                                     | Liste                              | Voti   | %     |
| ----------------- | ---------------------------- | ----------------------------------------- | ---------------------------------- | ------ | ----- |
|                   | Polo per le Libertà          |                                           | Forza Italia                       | 14.492 | 20,11 |
|                   | Polo per le Libertà          | Alleanza Nazionale                        | 6.414                              | 8,90   |       |
|                   | Polo per le Libertà          | CCD-CDU                                   | 6.394                              | 8,87   |       |
| Totale coalizione | Totale coalizione            | 27.300                                    | 37,88                              |        |       |
|                   | L'Ulivo                      |                                           | Partito Democratico della Sinistra | 7.126  | 9,89  |
|                   | L'Ulivo                      | Popolari per Prodi (PPI-SVP-PRI-UD-Prodi) | 6.890                              | 9,56   |       |
|                   | L'Ulivo                      | Rinnovamento Italiano                     | 6.803                              | 9,44   |       |
|                   | L'Ulivo                      | Federazione dei Verdi                     | 2.749                              | 3,82   |       |
| Totale coalizione | Totale coalizione            | 23.568                                    | 32,71                              |        |       |
|                   | Lega Nord                    | Lega Nord                                 | Lega Nord                          | 16.767 | 23,27 |
|                   | Progressisti                 |                                           | Rifondazione Comunista             | 2.590  | 3,59  |
|                   | Union für Südtirol           | Union für Südtirol                        | Union für Südtirol                 | 1.510  | 2,10  |
|                   | Partito della Legge Naturale | Partito della Legge Naturale              | Partito della Legge Naturale       | 317    | 0,44  |
| Totale            | Totale                       | Totale                                    | Totale                             | 72.052 |       |

#### Risultati uninominale
|                               | Luigi Olivieri ✔️ Eletto | L'Ulivo                                         | 26 480 | 35,48 |  |  |  |  |  |
|                               | Paolo Odorizzi           | Polo per le Libertà                             | 19 992 | 26,79 |  |  |  |  |  |
|                               | Denis Bertolini          | Lega Nord                                       | 14 955 | 20,04 |  |  |  |  |  |
|                               | Franco Panizza           | Partito Autonomista Trentino Tirolese - L'Abete | 13 204 | 17,69 |  |  |  |  |  |
| Totale                        | Totale                   | Totale                                          | 74 631 | 100   |  |  |  |  |  |
|                               |                          |                                                 |        |       |  |  |  |  |  |
| Fonte: Ministero dell'interno |                          |                                                 |        |       |  |  |  |  |  |

### XIV legislatura

#### Risultati proporzionale
| Coalizioni        | Coalizioni              | Liste                                 | Liste                   | Voti   | %     |
| ----------------- | ----------------------- | ------------------------------------- | ----------------------- | ------ | ----- |
|                   | Casa delle Libertà      |                                       | Forza Italia            | 19.674 | 26,81 |
|                   | Casa delle Libertà      | Alleanza Nazionale                    | 5.694                   | 7,76   |       |
|                   | Casa delle Libertà      | Lega Nord                             | 5.269                   | 7,18   |       |
|                   | Casa delle Libertà      | CCD-CDU                               | 3.901                   | 5,32   |       |
| Totale coalizione | Totale coalizione       | 34.538                                | 47,07                   |        |       |
|                   | L'Ulivo                 |                                       | Democratici di Sinistra | 11.406 | 15,54 |
|                   | L'Ulivo                 | La Margherita (Dem - PPI - RI- UDEUR) | 10.785                  | 14,70  |       |
|                   | L'Ulivo                 | Il Girasole (FdV - SDI)               | 1.198                   | 1,63   |       |
|                   | L'Ulivo                 | Comunisti Italiani                    | 373                     | 0,51   |       |
| Totale coalizione | Totale coalizione       | 23.762                                | 32,38                   |        |       |
|                   | Südtiroler Volkspartei  | Südtiroler Volkspartei                | Südtiroler Volkspartei  | 4.761  | 6,49  |
|                   | Lista Di Pietro         | Lista Di Pietro                       | Lista Di Pietro         | 4.195  | 5,72  |
|                   | Democrazia Europea      | Democrazia Europea                    | Democrazia Europea      | 2.768  | 3,77  |
|                   | Rifondazione Comunista  | Rifondazione Comunista                | Rifondazione Comunista  | 1.929  | 2,63  |
|                   | Lista Pannella - Bonino | Lista Pannella - Bonino               | Lista Pannella - Bonino | 1.340  | 1,83  |
|                   | Abolizione scorporo     | Abolizione scorporo                   | Abolizione scorporo     | 90     | 0,12  |
| Totale            | Totale                  | Totale                                | Totale                  | 73.383 |       |

#### Risultati uninominale
|                               | Luigi Olivieri ✔️ Eletto | Südtiroler Volkspartei - L'Ulivo | 35 945 | 47,98 |  |  |  |  |  |
|                               | Giacomo Bezzi            | Casa delle Libertà               | 34 409 | 45,93 |  |  |  |  |  |
|                               | Salvatore Smeraglia      | Lista Di Pietro                  | 4 556  | 6,08  |  |  |  |  |  |
| Totale                        | Totale                   | Totale                           | 74 910 | 100   |  |  |  |  |  |
|                               |                          |                                  |        |       |  |  |  |  |  |
| Fonte: Ministero dell'interno |                          |                                  |        |       |  |  |  |  |  |